# Onychomycose
 Mise en garde médicale

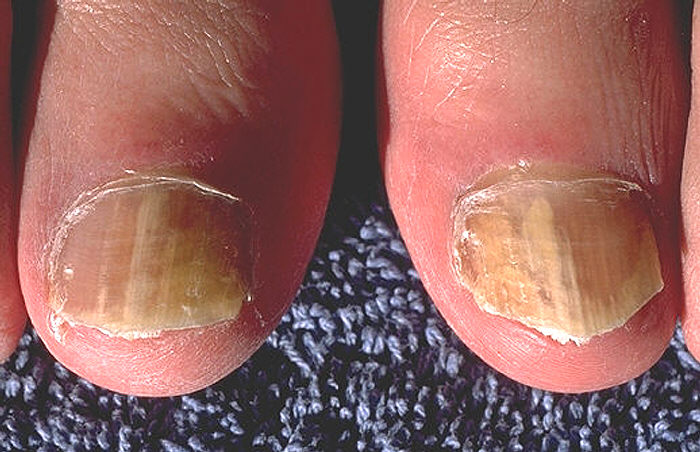
Onychomycose à Trychophyton rubrum.

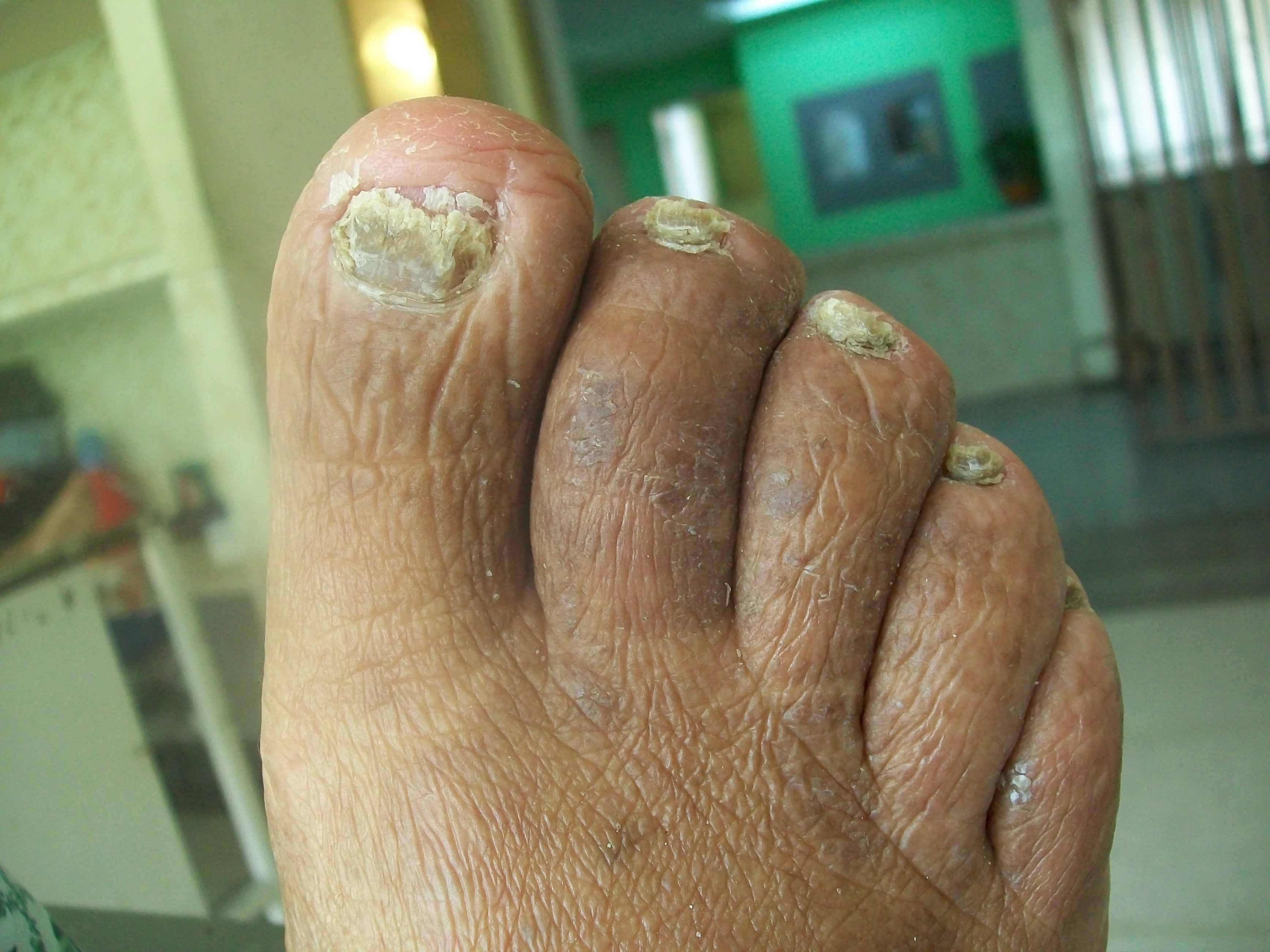
Onychomycose diffuse.

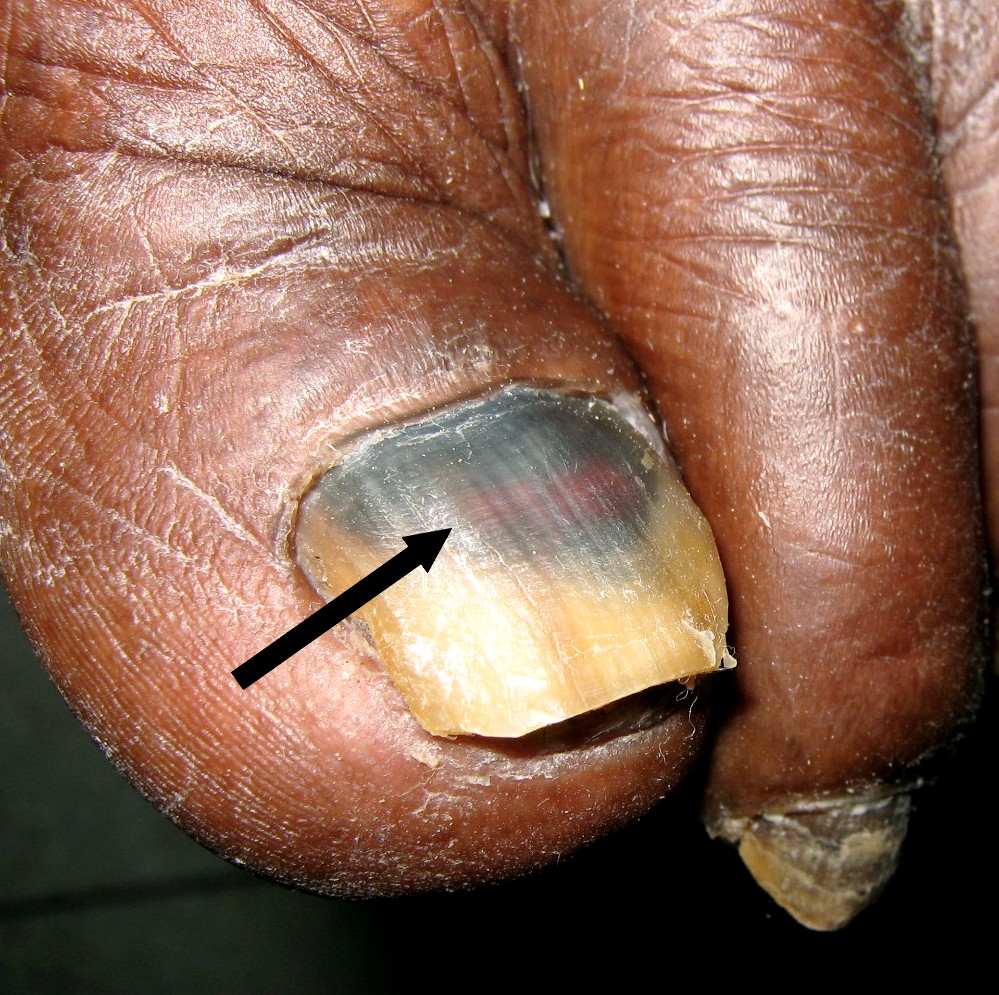
Onychomycose et hématome sous ungéal (flèche).

L'onychomycose, aussi appelée mycose des ongles ou mycose unguéale, est une infection des ongles. 
Une  mycose de l'ongle peut être due à plusieurs espèces de champignons microscopiques ; le plus souvent ce sont des dermatophytes (surtout aux pieds), puis des levures du genre Candida (surtout aux mains) et plus rarement encore des moisissures (2 à 17 % des cas). Les ongles les plus touchés sont ceux des pieds, et notamment celui du gros orteil. La transmission des dermatophytes semble souvent interhumaine. En 2014 en France les onychomycoses sont environ 30 % des mycoses superficielles présentées aux dermatologues, et près de 50 % des causes de pathologies de l'ongle (dites « onychopathies »).
La suppression des dermatophytes responsables de l'infection ne rétablit pas la forme et couleur normale de l'ongle, qui ne reviennent qu'avec la pousse progressive de celui-ci.
Depuis quelques années, les dermatologues signalent une croissance du nombre d'onychomycoses dues à des moisissures non dermatophytiques (MND), sans pouvoir expliquer cette évolution. Dans ces cas les pathogènes sont par exemple Microascus brevicaulis ou des espèces des genres Fusarium et Aspergillus ou encore d'autres moisissures rares.

## Terminologie
On parle parfois aussi d'onyxis dermatophytique, de teigne de l'ongle ou de Tinea unguium.

## Conséquences
Les onychomycoses ne mettent pas la vie en danger, mais peuvent considérablement dégrader la qualité de vie notamment en diminuant l'estime de soi et en leur faisant craindre de transmettre l'infection à d'autres, ce qui réduit leur vie sociale ; elle peut être une source de stigmatisation comparable à celle qu'induit le psoriasis.

## Épidémiologie
C'est une affection fréquente et en augmentation dans les pays riches, supposée toucher 6 à 9 % de la population générale, mais selon une étude de 2003 ayant porté sur 2490 personnes en Islande : 11,1 % des Islandais en sont victimes.
Rare chez l’enfant, sa fréquence augmente avec l’âge : elle affecte ainsi 30 % des plus de 70 ans.

### Facteurs favorisants
La littérature médicale cite plusieurs situations et maladies associées ou prédisposantes, dont :
- une prédisposition génétique[7],[8] ; et certaines maladies génétiques (trisomie 21, Ichtyose) ;
- des microtraumatismes de l'ongle, par exemple dus au fait de « se ronger les ongles »[9], à des chaussures non adaptées au pied ou à des activités sportives (athlétisme, jogging, marathon, football)[3] ;
- un malalignement du pied (dont hallux valgus, orteil en marteau)[3] ;
- une immunodépression (VIH/SIDA)[10]…) ;
- avoir déjà eu une des formes de tinea pedis (pied d'athlète) (risque plus que doublé avec nombreux cas de réinfestation / contagion intrafamiliale)[5] ;
- avoir des parents (ou des enfants et/ou un conjoint) porteur d'une onychomycose (risque plus que doublé)[5] ;
- psoriasis (vulgaire et unguium) ⇒ risque plus que doublé[5],[11] ;
- diabète sucré[12] ;
- avoir un cancer (ou avoir eu un cancer) (risque plus que doublé[5]) ;
- trouble circulatoire sanguin des pieds (insuffisance veineuse chronique, trouble circulatoire artériel périphérique)[3] ;
- Lymphoedème des membres inférieurs ;
- certains traitements médicamenteux (immunosuppresseurs, chimiothérapies, corticoïdes…) ;
- tabagisme[13] ;
- pratiquer régulièrement la natation (risque plus que doublé[5]) ;
- avoir 50 ans ou plus (risque plus que doublé[5]) ;
- forte transpiration / hyperhidrose ;
- être exposé à des facteurs environnementaux tels que chaleur et humidité, marche pieds nus sur des sols « contaminés » ;
- port continu de chaussures fermées.

Trichophyton rubrum peut se transmettre par l'intermédiaire des squames issues de la peau parasitée ou des débris d'ongles, souillant les sols (en particulier les moquettes) des chambres d'hôtel, des piscines, des salles de sport, ou même des plages très fréquentées. La transmission par le linge de toilette, les chaussures ou les chaussettes peut être une source de recontamination après l'arrêt d'un traitement. En effet, les parois épaisses des conidies peuvent résister à un traitement fongicide et germer à la fin du traitement.

## Étiologie
Cette maladie est causée par différents types de champignons microscopiques (dermatophytes, levures, moisissures) qui prolifèrent dans les endroits chauds, humides et sombres comme les chaussures fermées.
Ces champignons se nourrissent de la kératine qui compose les ongles. Les ongles les plus souvent atteints sont ceux du gros et du petit orteil.
Les champignons en cause sont le plus souvent de la famille des dermatophytes, dont :
- Trichophyton rubrum (90 % des dermatophytoses unguéales[9]) ;
- Trichophyton interdigitale.

## Diagnostic
Le diagnostic est suspecté devant une atteinte clinique d’un ongle, dénommée « onychopathie », telle qu'un épaississement ou une coloration inhabituelle. Les orteils (notamment le premier et le cinquième) sont beaucoup plus fréquemment atteints que les doigts de la main.
Cependant une lésion unguéale n'est due à une mycose que dans moins de la moitié des cas, et les diagnostics différentiels sont nombreux. C'est pourquoi, si un traitement doit être institué, il est nécessaire de confirmer l'origine fongique par un prélèvement, qui permettra également de déterminer l'espèce en cause et de pouvoir adapter le traitement. ce prélèvement peut être un ongle coupé, ou résulter d'un grattage de l'ongle ou d'une lésion cutanée proche de celui-ci. Le champignon peut être identifié en microscopie (coloration de Schiff) et/ou par la mise en culture.
En présence de microchampignons, distinguer une véritable onychomycose d'une simple colonisation opportuniste est un « défi diagnostique ».

## Soins, traitements
Ce type d’infection est rarement considéré comme un vrai problème de santé mais plutôt comme un problème d’ordre esthétique.

Néanmoins la mycose de l'ongle guérit rarement spontanément sans traitement, et elle tend plutôt à s’aggraver, les surfaces infectées s’agrandissant au fil du temps.
Le traitement se décide après avoir vérifié s'il s'agit d'une onychomycose primaire ou d'une surinfection suivant une paronychie chronique. Un examen mycologique au laboratoire confirme sur la base d'un prélèvement qu'il s'agit :
- d'une onychomycose à dermatophytes (cas le plus courant, souvent issu d'une contagion, compliquant une dermatophytose cutanée du pied ou de la main) ; 
Dans ce cas le traitement doit tenir compte des zones infectées de l'appareil unguéal. Il est topique et en monothérapie dans les cas mineurs à modérés. En cas d'atteinte grave, un antifongique systémique est associé. Diminuer la zone infectée facilite la pénétration des antifongiques ;
- d'une onychomycose à Candida, plus rare et opportuniste, 
dans ce cas un antifongique topique est parfois suffisant pour traiter une candidose primaire, mais en cas de résistance un antifongique systémique sera nécessaire ;
- d'une onychomycose à moisissure[2], cas le plus difficile à traiter : 
Hormis pour Neoscytalidium spp. se comportant comme un dermatophyte, on ne sait jamais si une moisissure est un pathogène primaire ou un simple agent de colonisation. Le praticien vérifie d'abord s'il s'agit d'une onychomycose à pseudodermatophytes (dues aux Neoscytalidium (ex-Scytalidium) et/ou à Onychocola canadensis qui sont deux moisissures ciblant réellement la kératine de l'ongle) ou s'il s'agit d'une onychomycose accidentellement causée par d’autres moisissures (Aspergillus, Fusarium, Scopulariopsis, Acremonium qui elles sont plutôt colonisatrices opportunistes d'ongles déjà malades)[2]. Le traitement est d'autant plus difficile qu'il n'existe pas de consensus médical et parce que contre les moisissures, les antifongiques topiques ou systémiques existants sont presque toujours inefficaces (hormis l'itraconazole contre l'aspergillose)[2].

Dans les trois cas il convient aussi :
- d'identifier et de traiter les facteurs favorisants ;
- de traiter le risque de recontamination, de prévenir les récidives.

Des phénomènes d'antibiorésistance sont possibles et les traitements sont hélas moyennement efficaces (plus de 30 % d'échec) en moyenne. Les formes résistantes peuvent nécessiter la combinaison d'un traitement local avec la prise d’antifongique par voie orale. Un tiers des patients récidive après une première cure.
Dans les cas, assez fréquents, réfractaires au traitement, les troubles de la kératinisation affectant la peau et les ongles sont plus courants que ce qu'on avait précédemment estimé.

### Traitements locaux
Le traitement local (topique) seul est préconisé si l'atteinte ne concerne que moins de la moitié de l'ongle et pas plus que quelques doigts.
Il est possible de supprimer la zone infectée (ablation chimique, découpage ou meulage mécanique), et d'appliquer un traitement local sous forme de solution filmogène ou de vernis à base de ciclopirox ou d'amorolfine, (moins efficace si utilisé seul mais fonctionnant un peu mieux que le ciclopirox). D'autres molécules antifongiques peuvent être utilisées : tioconazole, efinaconazole…
Le laser permet de traiter les patients en une ou deux séances avec un taux de succès proche des traitements généraux classiques par voie orale et sans effets secondaires,. L'un de ces lasers, le PinPointe, a obtenu un agrément de la Food and Drug Administration pour le traitement de la mycose des ongles aux États-Unis.
L'utilisation d'huiles essentielles, issues d'origan, d'arbre à thé ou de thym cultivé, est un traitement possible, mais encore assez peu étudié. L'huile essentielle d'arbre à thé a des propriétés antifongiques in vitro et in vivo (seul et en association avec de la Buténafine) chez l'Homme sur Trichophyton rubrum. L'huile essentielle d'origan a des propriétés antifongiques in vitro et in vivo chez le rat sur Trichophyton rubrum. L'huile essentielle de thym commun a quant à elle des propriétés antifongiques in vitro et in vivo chez le rat sur Trichophyton rubrum.

### Traitements généraux (systémiques)
L'association d'un traitement local et d'un traitement par voie orale est parfois nécessaire.
Certains antifongiques oraux exposent à des effets secondaires potentiellement graves et nécessitent certaines précautions. Le traitement est long et la guérison n'est pas toujours possible.
La terbinafine est un fongicide surtout actif sur les dermatophytoses et doit être donnée pendant plusieurs semaines, voire plusieurs mois, nécessitant une surveillance biologique du foie.
L'itraconazole est un autre antifongique pouvant être donnée soit par prise quotidienne pendant plusieurs semaines, soit par prise hebdomadaire. Cette molécule comporte des interactions avec d'autres médicaments et peut également avoir une certaine toxicité hépatique.
Les deux produits ont une efficacité comparable, avec toutefois un taux de récidive inférieur avec la terbinafine.
La griséofulvine est moins efficace que les deux précédentes molécules, de même que le fluconazole.

## Prévention
Une prévention active est tout particulièrement recommandée pour les patients à risques d'infection primaire ou de rechute. Ces patients sont par exemple immunodéficients (pour lesquels la durée habituelle du traitement n'est pas appropriée), diabétiques, très âgé, ayant déjà été infecté par Trichophyton rubrum, présentant des antécédents familiaux et/ou une morphologie anormale des ongles ou un psoriasis, ou présentant des facteurs génétiques prédisposants,.
Trois points ont été mis en exergue par les experts (2005) :
- traitement correct de la tinea pedis en veillant à bien prendre en compte d'éventuelles interactions médicamenteuses[38] ;
- dépistage des membres de la famille[38] ;
- éducation et sensibilisation du patient[38] à l'importance d'une bonne hygiène du pied qui implique de suivre quelques règles de base : un lavage quotidien diminue fortement le risque d'onychomycose[39] suivi d'un séchage complet (dont entre les orteils) avec une serviette individuelle. Il est souvent également recommandé de ne pas prêter ses chaussures, de laisser autant que possible ses pieds à l'air (sandales), éviter les chaussures ou chaussettes ne laissant pas respirer, ne pas laisser les pieds humides, éviter de marcher pieds nus sur des sols sales, désinfecter régulièrement les coupe-ongles.